# Hörgertshausen
Hörgertshausen est une commune de Bavière (Allemagne), située dans l'arrondissement de Freising, dans le district de Haute-Bavière.

## Quartiers de la commune
La commune de Hörgertshausen comprend les quartiers suivants : Ammersberg, Bergmartl, Doidorf, Eckelsberg, Fuchswinkl, Goglhof, Gröben, Gütersberg, Haider, Haslreuth, Hinterschlag, Höfl, Holzhäuseln, Holzhaus, Holzmichl, Hub, Kehrer am Biber, Kimoden, Lackermann, Limmer zu der Linden, Margarethenried, Neuöd, Niederschönbuch, Oberschönbuch, Öd, Peterswahl, Reissen, Sammetsreith, St. Alban, Saxberg, Schlaghäuseln, Sielstetten, Sixt in der Point, Spitzstidl, Stadlhof, Vorderschlag, Wies und Wiesenberg.

## Attractions touristiques
- Église paroissiale Jaques[réf. nécessaire] l'Ancien, Hörgertshausen
- Église paroissiale Ste Marguerite, Margarethenried
- Église de pèlerinage St. Alban
- Église St. Stephan, Sielstetten
- Chapelle Marie consolation, Doidorf
- „Albiganer Markt“, une fête foraine en Sankt Alban
- Mairie Hörgertshausen, distingue avec le Holzbaupreis 2007 [1]

### Musée
Musée de pays Margarethenried- Hörgertshausen